# Catullia javana
Catullia javana är en insektsart som beskrevs av Bierman 1908. Catullia javana ingår i släktet Catullia och familjen Tropiduchidae. Inga underarter finns listade i Catalogue of Life.